# 동강남초등학교
동강남초등학교는 대한민국 전라남도 나주시 동강면 동강로 221 (대전리)에 있었던 공립 초등학교이다.

## 연혁
- 1934년 5월 18일 동강공립보통학교 부설 옥정간이학교 개교
- 1941년 5월 18일 동강남공립국민학교 승격 개교
- 1981년 3월 11일 병설유치원 개원
- 1996년 3월 1일 동강남초등학교로 교명 변경
- 2000년 3월 1일 폐교